# Cylindropuntia leptocaulis
Cylindropuntia leptocaulis ist eine Pflanzenart aus der Gattung Cylindropuntia in der Familie der Kakteengewächse (Cactaceae). Das Artepitheton leptocaulis leitet sich von den griechischen Worten leptos für ‚dünn‘ sowie kaulon für ‚Stamm‘ ab und verweist auf die schlanken Triebabschnitte der Art. Fremdsprachige Trivialnamen sind „Alfilerillo“, „Catalinaria“, „Desert Christmas cactus“, „Desert Christmas cholla“, „Tasajillo“ und „Tasajo“.

## Beschreibung
Cylindropuntia leptocaulis wächst strauchig oder baumförmig mit unterschiedlich verzweigten Trieben und erreicht Wuchshöhen von 50 bis 180 Zentimeter. An den Hauptzweigen befinden sich für gewöhnlich kurze, dornenlose Triebe. Die sehr schlanken, graugrünen bis etwas purpurfarbenen Triebsegmente sind 20 bis 80 Zentimeter lang und weisen Durchmesser von 3 bis 5 Millimeter auf. Die breit elliptischen Areolen sind mit weißer bis gelber Wolle bedeckt. Sie vergrauen im Alter. Die gelben bis rötlich braunen Glochiden sind 1 bis 5 Millimeter lang. Der meist einzelne, aufrechte, biegbare Dorn, er kann auch fehlen oder es sind manchmal bis zu drei Dornen entwickelt, ist rötlich braun und hat eine weißliche bis graue Oberfläche. Die Dorne sind im Querschnitt kreisrund, an ihrer Basis abgeflacht, gerade oder gebogen und weisen Längen zwischen 1,4 und 4,5 Zentimeter auf. Sie sind entweder auf die obersten Areolen konzentriert oder aber gleichmäßig entlang der Triebsegmente verteilt. Ihre Dornenscheiden sind grau, purpurgrau oder gelb.
Die Blüten sind hellgelb bis grünlich gelb und an den Spitzen der Blütenhüllblätter gelegentlich rötlich. Die verkehrt eiförmigen, fleischigen Früchte sind glatt und tragen keine Dornen. Sie sind anfangs grün und meist purpurn überhaucht. Bei der Reife werden sie gelb bis rot. Die Früchte sind 9 bis 15 Millimeter lang (oder werden noch länger) und erreichen einen Durchmesser von 6 bis 7 Millimeter.

## Verbreitung, Systematik und Gefährdung
Cylindropuntia leptocaulis ist in den Vereinigten Staaten in den Bundesstaaten Arizona, New Mexico, Oklahoma, und Texas sowie in Mexiko in den Bundesstaaten Chihuahua, Coahuila, Sonora, Durango, Nuevo León, San Luis Potosí, Tamaulipas und Zacatecas weit verbreitet. Sie wächst in Halbwüsten, Grasländern, Chaparral und Waldländern.
Die Erstbeschreibung als Opuntia leptocaulis wurde 1828 von Augustin-Pyrame de Candolle veröffentlicht. Frederik Marcus Knuth stellte die Art 1936 in die Gattung Cylindropuntia. Ein weiteres nomenklatorisches Synonym ist Grusonia leptocaulis (DC.) G.D.Rowley (2006).
In der Roten Liste gefährdeter Arten der IUCN wird die Art als „Least Concern (LC)“, d. h. als nicht gefährdet geführt. Einzelne Pflanzenteile werden durch Rinder weiter verbreitet, so dass sich die Populationen erhöhen werden.

## Nachweise